# Melasina ichnophora
Melasina ichnophora är en fjärilsart som beskrevs av Edward Meyrick 1920. Melasina ichnophora ingår i släktet Melasina och familjen säckspinnare. Inga underarter finns listade i Catalogue of Life.